# Ailes Françaises / L'Encyclopédie
AILES Françaises / L'Encyclopédie est une revue française trimestrielle consacrée à l’histoire de l’aviation.

## Généralités
AILES Françaises / L'Encyclopédie est une revue abordant dans un premier temps tous les aéronefs en service dans les aviations françaises (Armée de l'Air, Aéronautique Navale et compagnies de transport) au moment de l'entrée en guerre en septembre 1939 et jusqu'à l'armistice de juin 1940. D'autres périodes seront traitées ultérieurement. Tous les appareils sont présentés par ordre alphabétique de constructeurs dans des volumes consacrés à des familles d'aéronefs (hydravions, bombardement et assaut, reconnaissance et observation, écolage, entraînement et liaison, transport avions importés etc.). La publication se présente sous un format A4 sur papier glacé de 84 pages agrémentées de nombreuses photographies noir et blanc, de profils en couleur et de plans. L'ensemble des parutions constituera une encyclopédie globale des ailes françaises dans la période concernée.
Les quatre premiers numéros sont consacrés aux hydravions. Les deux premiers aux hydravions à coque et les deux suivants aux hydravions à flotteurs. L'auteur en est Gérard Bousquet qui fait autorité en matière d'hydraviation française.

Cette société édite également le magazine trimestriel Ciel de Guerre et le magazine bimestriel Air Magazine. 